# Grand Prix de Cours-la-Ville
Le Grand Prix de Cours-la-Ville est une course cycliste française disputée chaque année à Cours-la-Ville, dans le département du Rhône. Créée en 1927,, elle fait partie des plus anciennes et prestigieuses épreuves cyclistes chez les amateurs dans la région. 
Cette course figure habituellement au calendrier national de la Fédération française de cyclisme. L'édition 2021 est toutefois rétrogradée au niveau régional. 

## Histoire
Le Grand Prix compte à son palmarès des cyclistes réputés comme Jean-Christophe Péraud (2008), Tanel Kangert (2010) ou encore Pierre Latour (2014). 
En 2015, il est inscrit au calendrier de la Coupe de France DN1.
L'édition 2020 est annulée en raison du contexte sanitaire liée à la pandémie de Covid-19.

## Palmarès
| Année     | Vainqueur              | Deuxième                 | Troisième              |               |
| --------- | ---------------------- | ------------------------ | ---------------------- | ------------- |
| 1927      | Pascal Marti           | Roger Pipoz              | Louis Bajard           |               |
| 1928      | Louis Bajard           | Joseph Normand           | Pascal Marti           |               |
| 1929      | Fernand Monnet         | Alfred Monnet            | Benoît Aubagne         |               |
| 1930      | Pascal Marti           | Benoît Aubagne           | Pierre Carminot        |               |
| 1931      | Aldo Bertocco          | Giuseppe Cassin          | Henri Poméon           |               |
| 1932      | Aldo Bertocco          | Henri Carassai           | Hubert Jolivet         |               |
| 1933      | Joseph Soffietti       | Raymond Louviot          | Roger Fabre            |               |
| 1934      | Antoine Pellet         |                          |                        |               |
| 1935      | Aldo Bertocco          | Giuseppe Cassin          | Antoine Pellet         |               |
| 1936      | Joseph Soffietti       | Isidore Garcia           | Hubert Werner          |               |
| 1937      | Joseph Soffietti       | Nello Troggi             | Barthélémy Gérin       |               |
| 1938      | Louis Vincent          | Benoît Faure             | Louis Bonnefond        |               |
| 1939      | Louis Vincent          | Rocco Lorino             | Gaston Grimbert        |               |
| 1940-1941 | pas de course          | pas de course            | pas de course          | pas de course |
| 1942      | Albert Chavanis        | Antonin Rolland          | François Gaudillot     |               |
| 1943      | Robert Godard          | Pierre Baratin           | Andrea Minasso         |               |
| 1944      |                        |                          |                        |               |
| 1945      | Pierre Baratin         | André Mossière           | François Gaudillot     |               |
| 1946      | Georges Martin         | Auguste Aulas            | Isidore Garcia         |               |
| 1947      | André Mossière         | Auguste Aulas            | Amédée Rolland         |               |
| 1948      | Paul Juillard          | Antonin Rolland          | André Nicolai          |               |
| 1949      | Auguste Aulas          | Maurice Giroud           | Pierre Baratin         |               |
| 1950      | Henri Bertrand         | Hugues Guelpa            | Lino Villalta          |               |
| 1951      | Alexis Moncel          | Marcel Grail             | Fernand Vigneron       |               |
| 1952      | Henri Bertrand         | François Bussemey        | Ferdinand Devèze       |               |
| 1953      | Pierre Scribante       | Lucien Brunel            | Pierre Baratin         |               |
| 1954      | Jean-Marie Czaplicki   | Raymond Poncet           | Pierre Scribante       |               |
| 1955      | Angelo Colinelli       | Marius Bonnet            | Pascal Gnazzo          |               |
| 1956      | Henri Bertrand         | Guy Buchaille            | Pierre Scribante       |               |
| 1957      | Anatole Novak          | Jean Milesi              | Raymond Poncet         |               |
| 1958      | Stéphane Klimek        | Marcel Fernandez         | Henri Bertrand         |               |
| 1959      | Jean Bonifassi         | Joseph Boudon            | Raymond Reisser        |               |
| 1960      | Jean Selic             | René Remangeon           | Charles Bonnefond      |               |
| 1961      | Jacky Chantelouve      | René Remangeon           | Charles Rigon          |               |
| 1962      | André Sabatier         | René Vallat              | Robert Gimeno          |               |
| 1963      | Guy Seyve              | Michel Descombin         | Jean-Claude Theillière |               |
| 1964      | Robert Ducard          | Paul Gutty               | Joseph Boudon          |               |
| 1965      | Paul Gutty             | Knut Krahn               | Jean-Claude Theillière |               |
| 1966      | Raymond Gay            | Roger Quinanzoni         | Henry Chavy            |               |
| 1967      | Noël Geneste           | Charles Rigon            | Jean-Marie Grange      |               |
| 1968      | René Pingeon           | Pierre Rivory            | Claude Charbonneau     |               |
| 1969      | Lucien Bourdin         | Robert Jankowski         | Guy Seyve              |               |
| 1970      | Alain Germain          | Bernard Rolland          | Gilles Locatelli       |               |
| 1971      | Jacques Imbrogio       | Yves Bottazzi            | Gérard Bertrand        |               |
| 1972      | Henri Chavy            | André Kuhnel             | Charles Genthon        |               |
| 1973      | Bernard Vallet         | Gérard Rochat            | F. Plaza               |               |
| 1974      | Richard Pianaro        | Yves Bottazzi            | Jean-Louis Michaud     |               |
| 1975      | Bernard Vallet         | Robert Alban             | Christian Blain        |               |
| 1976      | Henri Chavy            | Robert Jankowski         | Jeff Leslie            |               |
| 1977      | Patrick Friou          | Joël Millard             | Robert Jankowski       |               |
| 1978      | Gérard Dessertenne     | Joël Millard             | Éric Dall'Armelina     |               |
| 1979      | Gérard Dessertenne     | Robert Jankowski         | Francis Duteil         |               |
| 1980      | Étienne Néant          | Vincent Lavenu           | Philippe Martinez      |               |
| 1981      | Dominique Celle        | Denis Celle              | Vincent Lavenu         |               |
| 1982      | Sylvain Oskwarek       | Gilles Guichard          | Rémi Perciballi        |               |
| 1983      | Pascal Trimaille       | Bernard Pineau           | Jean-Pierre Charpigny  |               |
| 1984      | Sylvain Oskwarek       | Gilles Bernard           | Jacques Desportes      |               |
| 1985      | Bruno Huger            | Mariano Martinez         | Marcel Kaikinger       |               |
| 1986      | Dominique Celle        | Jean-Paul Garde          | Éric Guillot           |               |
| 1987      | Denis Celle            | Philippe Delaurier       | Gérard Pégon           |               |
| 1988      | Frédéric Calandras     | Jean-Paul Garde          | Éric Pichon            |               |
| 1989      | Jean-Paul Garde        | Sylvain Oskwarek         | Thierry Dupuy          |               |
| 1990      | Marcel Kaikinger       | Sylvain Bolay            | Jean-Paul Garde        |               |
| 1991      | Fabrice Julien         | Lauri Resik              | Denis Moretti          |               |
| 1992      | Jean-Paul Garde        | Christian Thary          | Pascal Galtier         |               |
| 1993      | Sylvain Bolay          | Jean-Paul Garde          | Marty Jemison          |               |
| 1994      | Emmanuel Hubert        | Jean-Jacques Henry       | Christophe Faudot      |               |
| 1995      | Frédéric Bessy         | Grzegorz Rosoliński (pl) | Philippe Delaurier     |               |
| 1996      | Vincent Cali           | Walter Bénéteau          | Franck Ramel           |               |
| 1997      | Jérôme Delbove         | Pierre Painaud           | Christopher Jenner     |               |
| 1998      | Éric Drubay            | Andrey Mizourov          | Martial Locatelli      |               |
| 1999      | Cyril Dessel           | Pascal Peyramaure        | Pierrick Fédrigo       |               |
| 2000      | Samuel Plouhinec       | Éric Drubay              | Franck Trotel          |               |
| 2001      | Cédric Hervé           | Stéphan Ravaleu          | Eddy Lamoureux         |               |
| 2002      | Franck Champeymont     | Marc Thévenin            | Nicolas Reynaud        |               |
| 2003      | Samuel Plouhinec       | Yanto Barker             | Franck Champeymont     |               |
| 2004      | Nicolas Dulac          | Laurent Frizet           | Hubert Dupont          |               |
| 2005      | Benoît Luminet         | Carl Naibo               | Samuel Plouhinec       |               |
| 2006      | Alexandre Roger        | Nicolas Hartmann         | Rein Taaramäe          |               |
| 2007      | Rémi Cusin             | Paul Moucheraud          | Benoît Luminet         |               |
| 2008      | Jean-Christophe Péraud | Benoît Luminet           | Andrius Buividas       |               |
| 2009      | Benoît Luminet         | Thomas Lebas             | Herberts Pudans        |               |
| 2010      | Tanel Kangert          | Sébastien Grédy          | Herberts Pudans        |               |
| 2011      | Benoît Luminet         | Samuel Plouhinec         | Christophe Goutille    |               |
| 2012      | Frédéric Brun          | Thomas Rostollan         | Xavier Brun            |               |
| 2013      | David Menut            | Yohan Cauquil            | Philip Lavery          |               |
| 2014      | Pierre Latour          | Yoann Michaud            | Frédéric Brun          |               |
| 2015      | Nico Denz              | Yannis Yssaad            | Guillaume Barillot     |               |
| 2016      | Geoffrey Bouchard      | Romain Faussurier        | Louis Pijourlet        |               |
| 2017      | Frédéric Brun          | Tao Quéméré              | Nicolas David          |               |
| 2018,     | Geoffrey Bouchard      | Sten Van Gucht           | Adrià Moreno           |               |
| 2019      | Adrià Moreno           | Fabien Rondeau           | Florent Castellarnau   |               |
| 2020      | annulé                 | annulé                   | annulé                 | annulé        |
| 2021,     | Jordan Labrosse        | Sten Van Gucht           | Florent Castellarnau   |               |
| 2022,     | Thomas Devaux          | Sten Van Gucht           | Jordan Labrosse        |               |
| 2023,     | Valentin Darbellay     | Jordan Labrosse          | Rémi Capron            |               |
| 2024,     | Antoine Aebi           | Arnaud Tissières         | Simon Robin            |               |
| 2025      | Louis Hardouin         | Mathias Sanlaville       | Clément Petit          |               |